# Strada statale 83 (Polonia)
La strada statale 83 (sigla DK 83, in polacco droga krajowa 83) è una strada statale polacca che attraversa il Paese da Turek a Sieradz.